# Lagerstroemia subcostata
Lagerstroemia subcostata — вид рослин роду лагерстремія.

## Будова
Невисоке листяне дерево або кущ до 4,5 м. Квітне у другій половині літа рожевувато-білими квітами. Плоди зберігаються на дереві взимку, додаючи рослині декоративності. Скидає шматками свою кору, оголючи красиву деревину.

## Поширення та середовище існування
Росте в Японії, Тайвані, Китаї, Філіппінах.

## Практичне використання
Вирощують як декоративну рослину.

## Галерея

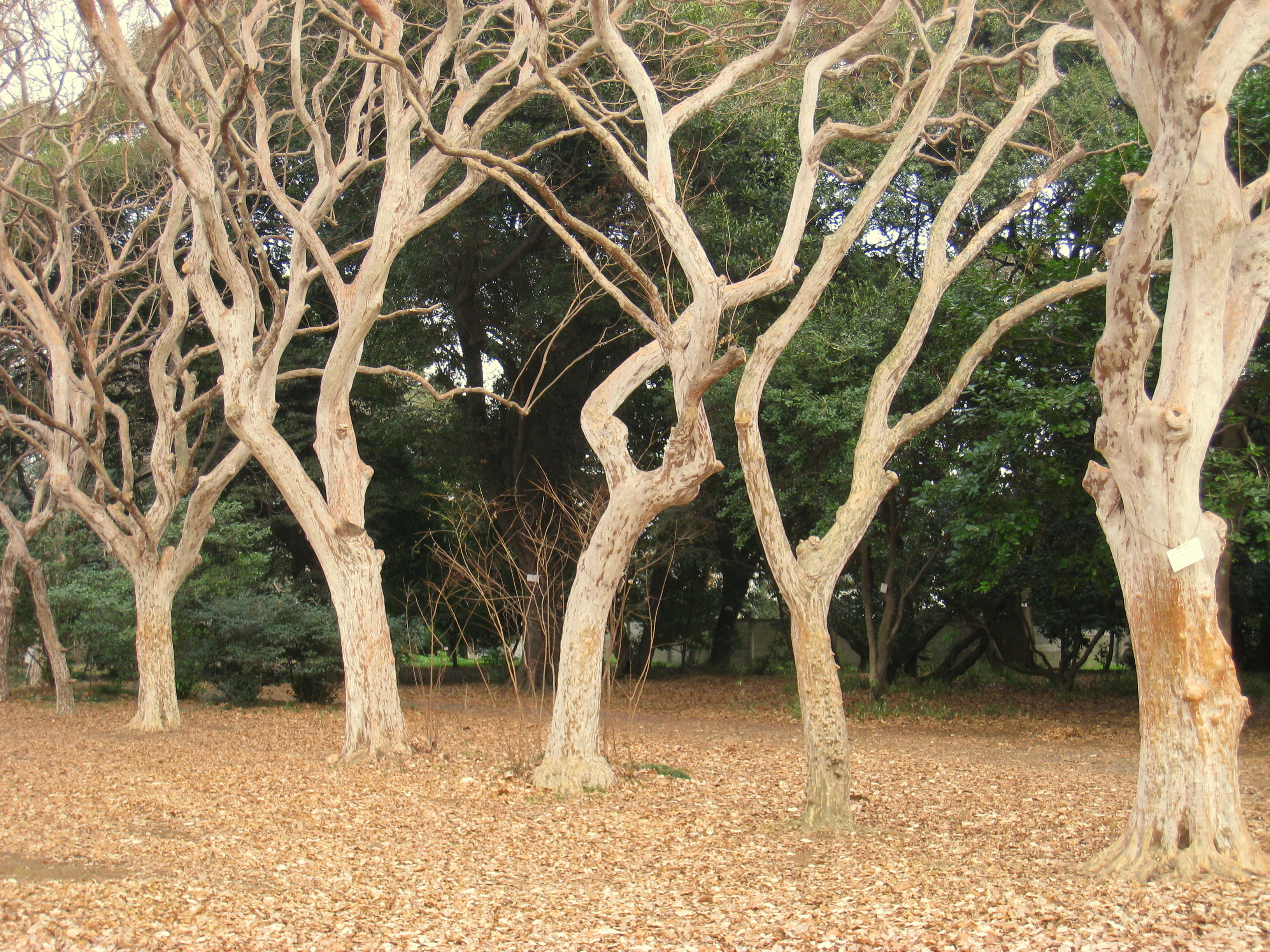
Група Lagerstroemia subcostata
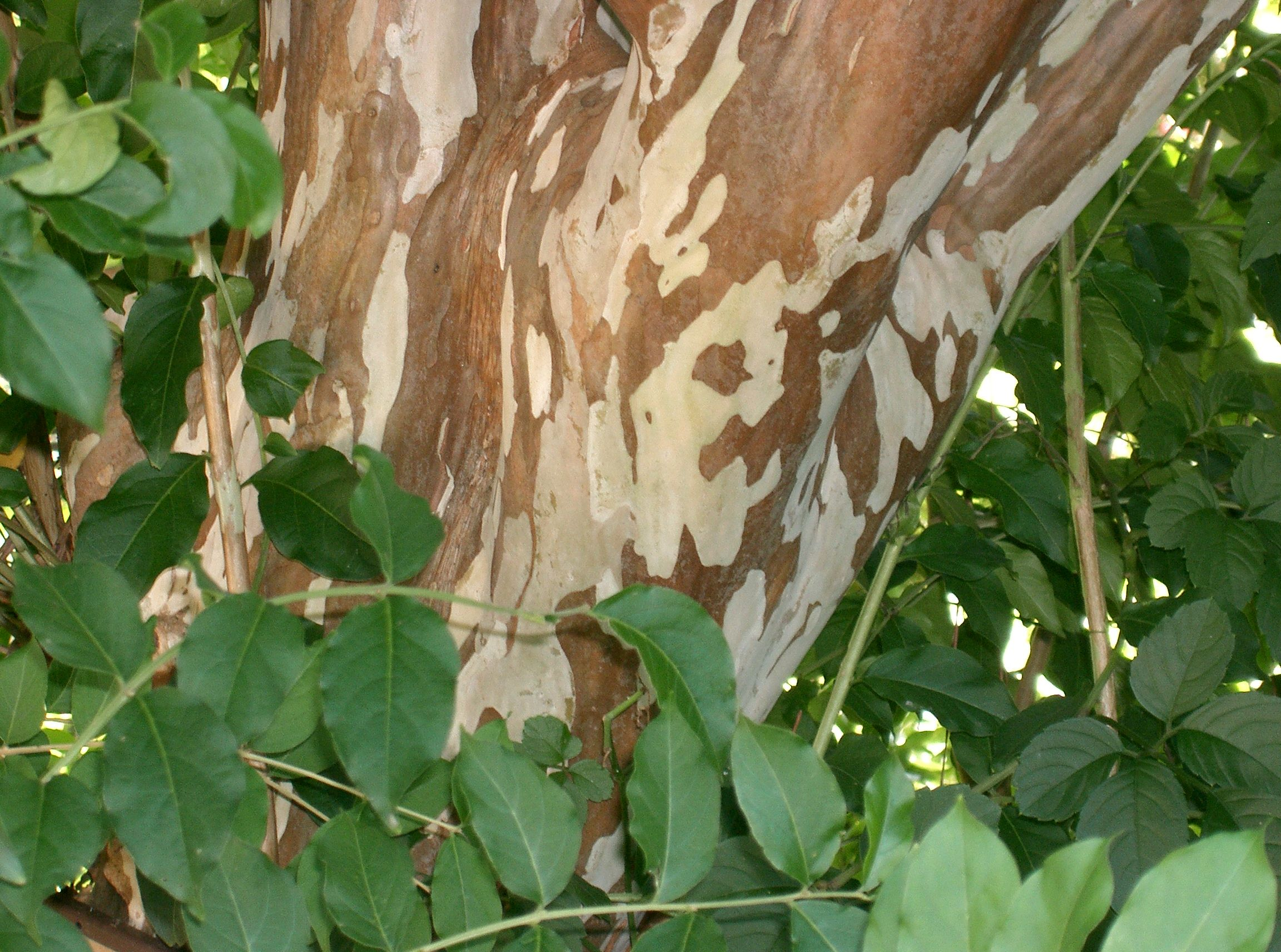
Оголена кора дерева
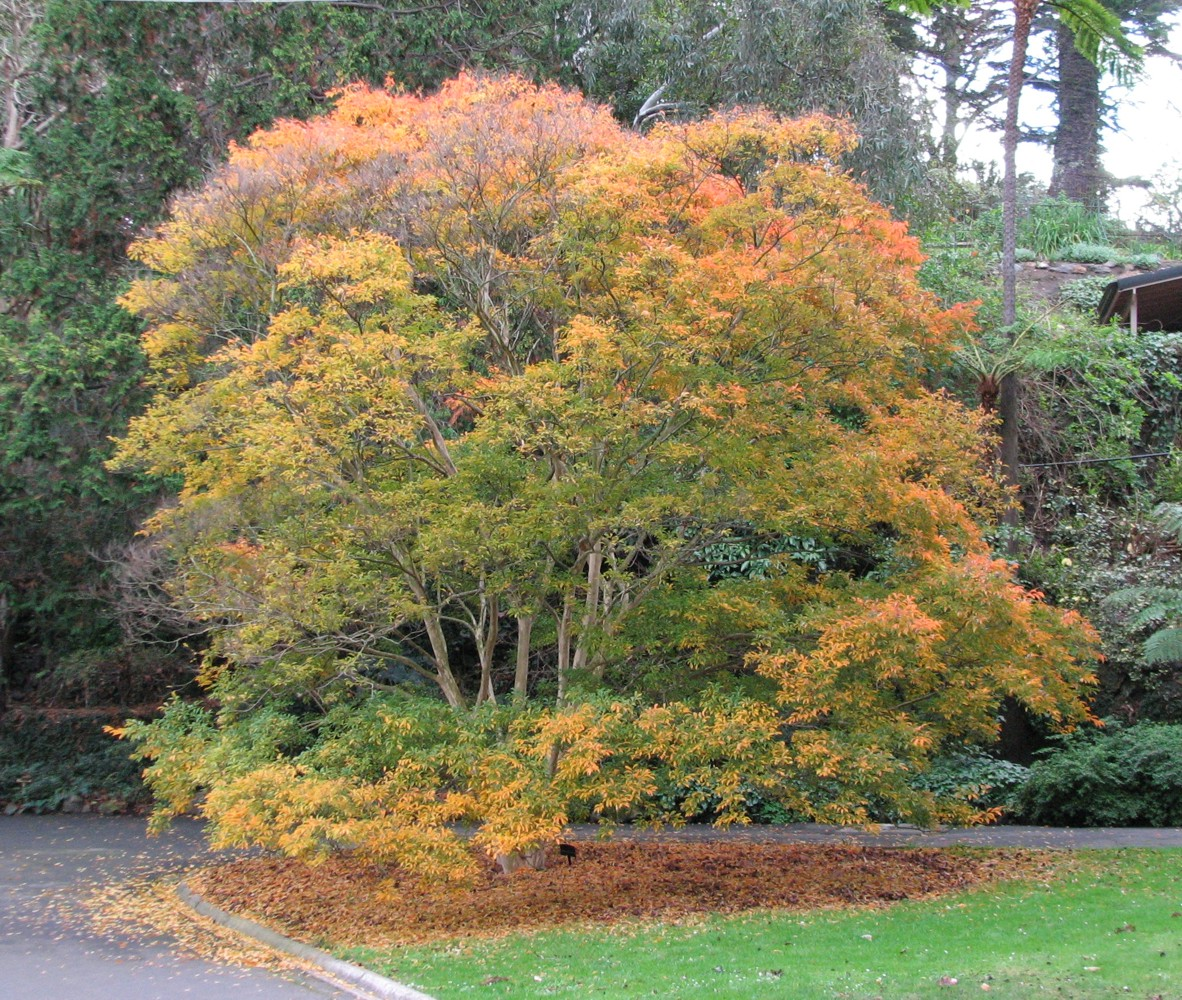
Дерево восени